# Szalai Zsolt (színigazgató)
Szalai Zsolt (Facebook-profilja szerint Szalai Zsolt Ruttkai, Budapest, 1962. július 16. – ) magyar színházi szakember, színházigazgató, televíziós személyiség.

## Életpályája
Első munkahelye a FŐBUHA (későbbi nevein Bútorker illetve  Bútorért Vállalat) volt 1976 és 1985 között, ahol kezdetben lakberendezési cikkek tanuló, majd eladó, végül megbízott boltvezető helyettesként dolgozott. 1980–1981 folyamán a Magyar Televíziónál volt gyakornok, majd külsős munkatárs. 1985-ben a József Attila Színháznál volt jegypénztáros, majd 1985 és 1981 között a Szabadtéri Színpadok Igazgatóság jegypénztárosa, majd vezető jegypénztárosa volt. 1985–1992 között a Játékszínnél dolgozott mint jegypénztáros, majd mint szervezési és propagandaosztály-vezető. 1992-ben a Művész Színház vezető jegypénztárosa. 1993-ban a ZEUSZ Bt. önálló jegyiroda vezetője. 1993 és 2007 között a Thália Szekere Színházi Alapítvány titkára. 1996 és 2007 között ZENIT TV. RT. kulturális rovatszerkesztője, külsős munkatársa. 2001 és 2002 között a Soroksári Táncsics Mihály Művelődési Háznál az igazgató szakmai és személyi tanácsadója volt. 2002 és 2005 között a 9stv szerkesztője. 
1994. október 8-tól a Ruttkai Éva Színház főigazgatója. 1995-től a Herceg Csilláról elnevezett színészmúzeum vezetője. 2018. március 22. és 2019 között az Erzsébetváros–Terézváros Ipartestület alelnöke. 2012–2019 között a „Hatoscsatorna” főszerkesztő-helyettese.

## Díjai, elismerései

### Állami kitüntetések
- A Magyar Köztársasági Elnök Aranyérme (2000. 03. 14.)
- Magyar Köztársaság Arany Érdemkereszt (2010. 03. 14.)

### Önkormányzati kitüntetések
- Ferencvárosért Emlékérem (RÉSZ 2001.)
- Pestszentlőrinc – Pestszentimre Kerületért Díj (RÉSZ 2006.)
- Terézvárosért Kitüntetés (2019. 10. 13.)

### Szakmai díjak
- Thália Szekere Vándordíj (2006. 01. 09.)
- Ruttkai Éva Színház Örökös Tagság (2007. 10. 08.)
- Nagy Miklós Vándordíj (2010. 03. 06.)
- Arany Mikrofon Díj (2016. 04. 10.)
- Terézváros Száguldó Riportere Díj (2018. 10. 14.)

### Társadalmi és civil szervezetek elismerései
- Hétköznapok Hőse Mozdulj Közhasznú Egyesület (2016. 12. 03.)
- Emléklap a VI.-VII. kerületi Ipartestület érdekében végzett kimagasló munkájáért (2018. 05. 17.)
- Emléklap Hunyadi téri koncertek rekordere (2018. 08. 15.)
- Emléklap a kézműipar szolgálatáért (2018. 09. 05.)
- Köszönet Mozdulj Közhasznú Egyesület
- Emléklap a fogyatékossággal élő emberek érdekében végzett tevékenységéért (2018. 12. 12.)
- Köszönet a VI:kerületi Bajza utcai Általános Iskola támogatásáért (2018. 12. 18.)
- Emléklap a látássérült emberek érdekében végzett tevékenységéért (2019. 10. 15.)